# Heteropterys patens
Heteropterys patens är en tvåhjärtbladig växtart som först beskrevs av August Heinrich Rudolf Grisebach, och fick sitt nu gällande namn av Adrien Henri Laurent de Jussieu. Heteropterys patens ingår i släktet Heteropterys och familjen Malpighiaceae. Inga underarter finns listade i Catalogue of Life.